# Jean-Jacques de Mesmes
Jean-Jacques de Mesmes (1640 à Paris - 9 janvier 1688 à Paris), descendant d'une ancienne famille du Béarn, comte d'Avaux, vicomte de Neufchastel, seigneur de Cramayel et de Brie, est un magistrat et érudit français, protecteur des lettres, académicien français-fauteuil 4.

## Biographie
Jean-Jacques de Mesmes est magistrat, intendant de Soissons et président à mortier au Parlement de Paris. Son père Jean-Antoine de Mesmes (vers 1598-1600 - 1673 à Paris), maître des requêtes, conseiller d'Etat ordinaire, Président à mortier du Parlement de Paris.
Il participe à la signature du Traité de Nimègue. Il est prévôt et maître des cérémonies de l'Ordre des Chevaliers du Saint-Esprit de 1671 à 1684.
Homme érudit, possesseur d'une importante bibliothèque, il voyage en Italie et devient membre de l'Académie française en 1676. En 1683, il fait construire à Asfeld une remarquable église baroque, en forme de viole de gambe.
Il se marie avec Marguerite Bertrand de la Bazinière, dont :
- Marie-Thérèse de Mesmes, (1668-1755), qui épouse, en 1683, de François II de la Roche, marquis de Fontenilles, comte de Courtenay, sire de Rambures, fils de François Ier de la Roche, chevalier, marquis de Fontenilles, et de Charlotte de Rambures[1]